# Sphaerotheciella sphaerocarpa
Sphaerotheciella sphaerocarpa là một loài Rêu trong họ Cryphaeaceae. Loài này được (Hook.) M. Fleisch. miêu tả khoa học đầu tiên năm 1914.